# John Paxton (Drehbuchautor)
John Paxton (* 21. Mai 1911 in Kansas City, Missouri; † 5. Januar 1985 in Santa Monica, Kalifornien) war ein US-amerikanischer Drehbuchautor.
Bevor Paxton in den 1940er-Jahren nach Hollywood kam, arbeitete er als Journalist und Publizist.
Der Comiczeichner Ed Brubaker (* 17. November 1966) ist sein Neffe.

## Auszeichnungen
Den Edgar Allan Poe Award in der Kategorie Best Motion Picture gewann Paxton zweimal; 1946 für Murder, My Sweet und 1948 für Im Kreuzfeuer (Crossfire).
Im Jahr 1948 war er für einen Oscar in der Kategorie Bestes adaptiertes Drehbuch für den Film Im Kreuzfeuer (Crossfire) nominiert, unterlag jedoch George Seaton, der den Preis für Das Wunder von Manhattan gewann.
In der Kategorie Bestes Filmdrehbuch war Paxton 1972 mit seinem Drehbuch zu dem Film Opa kann’s nicht lassen (Kotch) für einen Golden Globe nominiert, jedoch gewann Paddy Chayefsky mit seinem Drehbuch zu dem Film Hospital.

## Filmografie

### Filme (Auswahl)
- 1944: My Pal Wolf
- 1944: Murder, My Sweet
- 1945: Cornered
- 1946: Crack-Up
- 1947: Unvergessene Jahre (So Well Remembered)
- 1947: Im Kreuzfeuer (Crossfire)
- 1949: Blutige Diamanten (Rope of Sand)
- 1951: Vierzehn Stunden (Fourteen Hours)
- 1953: Der Wilde (The Wild One )
- 1955: Kennwort: Berlin-Tempelhof (A Prize of Gold)
- 1955: Die Verlorenen (The Cobweb)
- 1957: Der Mann, den keiner kannte (Interpol)
- 1959: Das letzte Ufer (On the Beach)
- 1971: Opa kann’s nicht lassen (Kotch)